# Lizard
Lizard (на български Гущер) е третият албум на британската прогресив рок група Кинг Кримсън. Интересното е, че формацията записала албума никога не е изнасяла концерт. Това е първият и единствен албум, в който като официални членове на групата участват Гордън Хаскел (Gordon Haskell) – бас и вокали, и барабанистът Анди Маккулоч (Andy McCulloch).

## История на албума
Робърт Фрип и Хаскел са били съученици в класическата гимназия „Куийн Елизабет“, намираща се в Уинборн (Wimborne), в близост до Борнмот (Bournemouth). Впоследствие двамата свирят в местната група The League of Gentlemen. Хаскел е поканен от Фрип да запише част от вокалите на Cadence and Cascade от In the Wake of Poseidon. След като Грег Лейк напуска групата Фрип му предлага да стане официален член на групата. Други гост-музиканти от In the Wake of Poseidon като саксофонистът Мел Колинс и барабаниста Анди Маккулоч също са поканени да станат официални членове. Като гости в албума са покани Кийт Типет – пиано, Джон Андерсън от Йес – вокали, Робин Милър, Марк Чаринг и Ник Еванс – брас и духови.

## Песни
1. Cirkus – 6:27
  - Entry of the Chameleons
2. Indoor Games – 5:37
3. Happy Family – 4:22
4. Lady of the Dancing Water – 2:47
5. Lizard – 23:15
  1. Prince Rupert Awakes
  2. Bolero: The Peacock's Tale
  3. The Battle of Glass Tears
    1. Dawn Song
    2. Last Skirmish
    3. Prince Rupert's Lament

  4. Big Top

## Изпълнители

### King Crimson
- Робърт Фрип – китари, мелотрон, клавишни
- Гордън Хаскел – бас китара, вокал
- Мел Колинс – саксофони, флейта
- Анди Маккулоч – удърни
- Питър Синфийлд – текстове, VCS3

### Гост музиканти
- Кийт Типет – пиано, електрическо пиано
- Робин Милър – обой, английски рог
- Марк Чаринг – корнет
- Ник Еванс – тромбон
- Джон Андерсън – вокали (в 5, част 1 – Prince Rupert Awakes)

### Други
- Робин Томсън – звукоинженер
- Геоф Уоркман – записи